# Е̨
Е̨, е̨ – litera rozszerzonej cyrylicy, wykorzystywana dawniej w cyrylickich wariantach alfabetów litewskiego i polskiego. Powstała poprzez połączenie litery Е ze znakiem diakrytycznym ogonek.

## Е̨ w cyrylicy polskiej
Litera Е̨ została wymieniona w cyrylickim alfabecie polskim umieszczonym w książce „Элемэнтар̌ъ для дзеци вейскихъ” (Elementarz dla dzieci wiejskich), wydanej w 1865 r. Jest również wzmiankowana w wydanym rok później zbiorze reguł gramatycznych pt. „Грамматыка е̨зыка польскего” (Gramatyka języka polskiego).

## Kodowanie
| Forma     | Wygląd | Części składowe | Części składowe | Kodowanie     |
| --------- | ------ | --------------- | --------------- | ------------- |
| majuskuła | Е̨      | U+0415 Е        | U+0328 ◌̨        | U+0415 U+0328 |
| minuskuła | е̨      | U+0435 е        | U+0328 ◌̨        | U+0435 U+0328 |